# Моусън (море)
Море Моусън (на английски: Mawson sea) е периферно море в Индоокеанския сектор на Южния (Арктически) океан край бреговете на Източна Антарктида – Бряг Котс на Земя Уилкс. Простира се между нос Визе (95°45' и.д.) и нос Пойнсет (113°12' и.д.), а приблизителната му граница на север се прекарва по 63°ю.ш. На запад границата с море Дейвис се прекарва от нос Визе на шелфовия ледник Шакълтън на север по 96°и.д., а на изток – на север от нос Пойнсет по 113°и.д. Дължина от изток на запад около 800 km, ширина около 400 km, площ 333,3 хил.km2. Голяма част от дъното на морето е разположено в пределите на шелфа с дълбочини 200 – 500 m, максимална – над 1000 m в северната му част. В югозападната му част се намира големият шелфов ледник Шакълтън, а останалата част от брега му е заета от континентален ледников щит. Целогодишно морето е покрито с дрейфуващи ледове и айсберги.
През 1962 г. е наименуван от поредната съветска антарктическа експедиция в чест на видния австралийски антарктически изследовател Дъглас Моусън. В периода 1956-58 г. в „оазиса“ Бангер функционира руска антарктическа станция „Оазис“, в периода 1957-68 г. – австралийската станция „Уилкс“, а след това – австралийската станция „Кейси“.